# Ustadar
El ustadar era el títol d'un dels principals amirs del Soldanat Mameluc (1250-1517). L'ustadar dirigia el Diwan al-ustadariyya que administrava les despeses del palau i dels mamelucs del sultà. Sota Barkuk l'ustadar va rebre noves atribucions: fou nomenat ustadar Djamal al-Din Mahmud ibn Ali i se li van afegir les funcions de visir i inspector del fisc (el visir i els inspectors anteriors van passar a ser els seus subordinats). El fill de Barkuk, Faradj, va nomenar ustadar a Djamal al-Din Yusuf al-Biri al-Bidjasi, amb les àmplies funcions anteriors, que després ja va esdevenir pràctica corrent; el ustadar va esdevenir com un gran visir; al segle xv aquest poder va disminuir per l'ascens dels mamelucs de rang.